# Kadua formosa
Kadua formosa är en måreväxtart som beskrevs av Wilhelm B. Hillebrand. Kadua formosa ingår i släktet Kadua och familjen måreväxter. Inga underarter finns listade i Catalogue of Life.